# Mönchengladbach-Flughafen
Der Stadtteil Flughafen im Stadtbezirk Ost ist mit rund 3,7 Quadratkilometern ein kleinerer Stadtteil in der kreisfreien Großstadt Mönchengladbach.

## Flughafen
Der Verkehrslandeplatz Mönchengladbach, Eigenbezeichnung Flughafen Düsseldorf Mönchengladbach ist ein Verkehrslandeplatz, der dem Stadtteil seinen Namen gab.

## Sehenswürdigkeiten
Sehenswürdig ist die Trabrennbahn, die zu den ältesten ihrer Art in Deutschland zählt.

## Medien
Es existieren lokale Anzeigenblätter wie der Extra-Tipp am Sonntag und der StadtSpiegel am Mittwoch. Der Sender CityVision, das Stadtfernsehen berichtet über Mönchengladbach und die umliegende Region, ist für Kunden des Anbieters Unitymedia im analogen Kabelfernsehen und über DVB-C zu empfangen. Ebenso so wie der auch terrestrisch oder über Livestream im Internet zu empfangende Radiosender Radio 90,1 Mönchengladbach dem Lokalradio für die Stadt Mönchengladbach.

## Verkehr
Im Stadtteil fährt unter anderem die Linie 025 der NEW mobil und aktiv Mönchengladbach.
| Typ | Linie | Strecke | Hinweise              |
| --- | ----- | --- | --------------------- |
| Bus | 025   | Rheindahlen, Hilderather Straße – Gerkerath – Dorthausen – Hehn – Holt – Geroplatz – Mönchengladbach Hbf – Eicken – Bettrath – Neuwerk – Flughafen Terminal | Stand: September 2019 |